# Mònica d'Hipona
Mònica (Tagaste, 331 - Òstia, 27 d'agost de 387) va ser la mare d'Agustí d'Hipona. És venerada com a santa a bona part de les confessions cristianes. La seva festivitat se celebra el 27 d'agost.

## Biografia
D'ètnia amaziga, va néixer en una família profundament cristiana i acomodada. Va poder estudiar i així podia llegir la Bíblia i meditar-la.
Es va casar amb Patrici, modest propietari de Tagaste, pagà i de caràcter violent i aspre. Mònica va aconseguir que canviés i en 371 Patrici es va convertir i es va batejar. El 372 Mònica quedà vídua i es va fer càrrec de l'administració dels béns familiars.
Havia tingut el primer fill, Agustí als 22 anys, en 354. En tingué un altre, Navili, i una filla el nom de la qual es desconeix. Els tres van ser educats com a cristians. No obstant això, Mònica va patir molt per l'actitud d'Agustí, que duia una vida dissoluta. Quan Agustí marxà a Roma, la seva mare va voler anar amb ell, però Agustí l'enganyà i la deixà a terra a Cartago mentre ell anava cap a Roma. Mònica, tal com diu el mateix Agustí a les Confessions (V,8,15), va passar aquella nit plorant sobre la tomba de sant Cebrià de Cartago.
El 385 va embarcar cap a Roma i visità el seu fill a Milà, on ensenyava retòrica. El seu amor de mare i les seves pregàries van fer que Agustí reflexionés i es convertís, rebent la catequesi d'Ambròs de Milà i va ser batejat el 25 d'abril de 387.
S'instal·là amb el seu fill a Cassiciaco, prop de Milà. Participava en les tertúlies i discussions que es feien a casa sobre filosofia i teologia, cosa inusual per la poca educació que rebien les dones llavors. Tots dos van marxar a Roma i després a Ostia, on llogaren una casa a l'espera d'embarcar cap a l'Àfrica. Allà, Mònica emmalaltí de malària i morí en pocs dies, a l'edat de 56 anys.

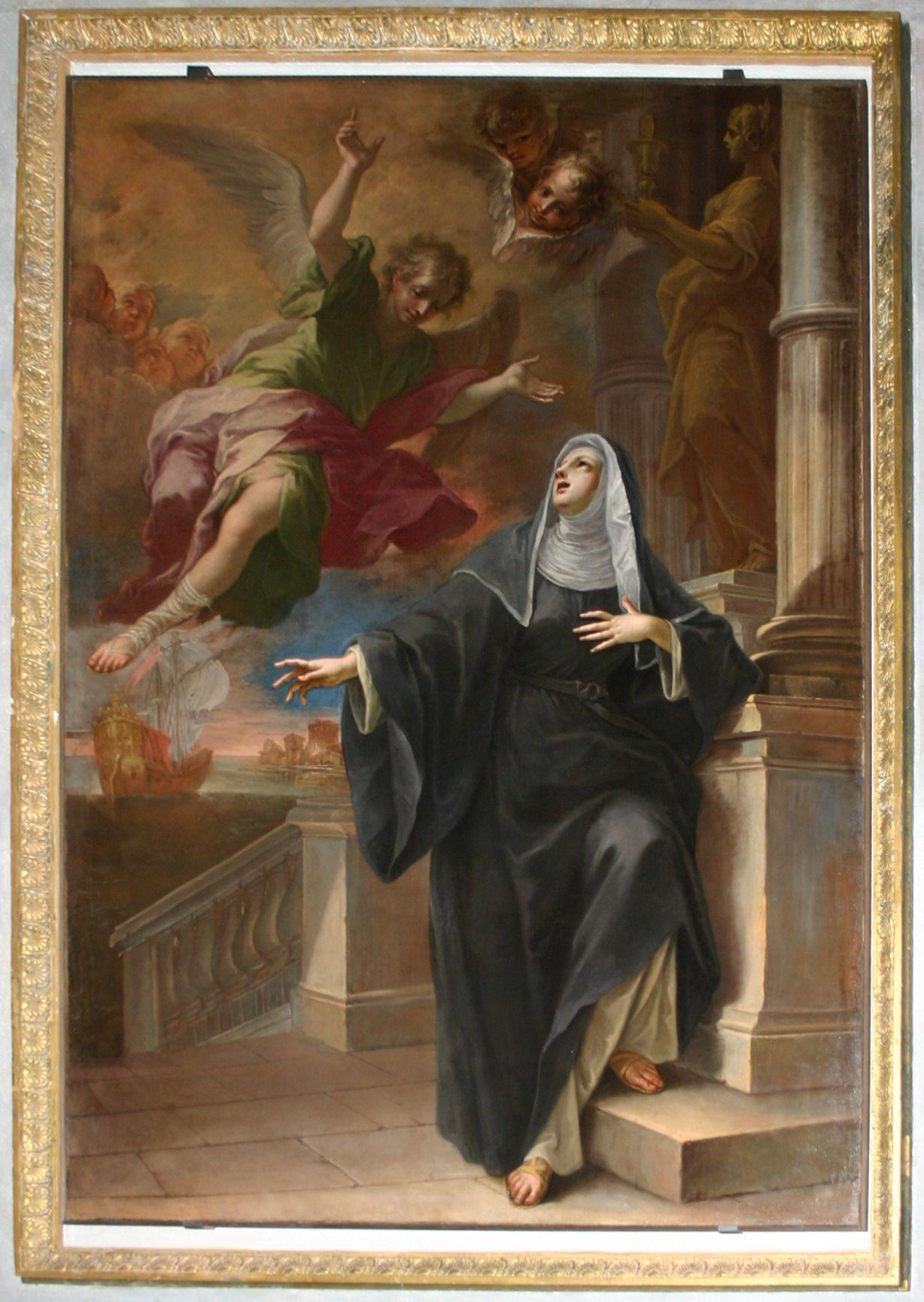
Pintura de Pietro Maggi, Aparició de l'àngel a Santa Mònica, 1714 (Milà, San Marco)
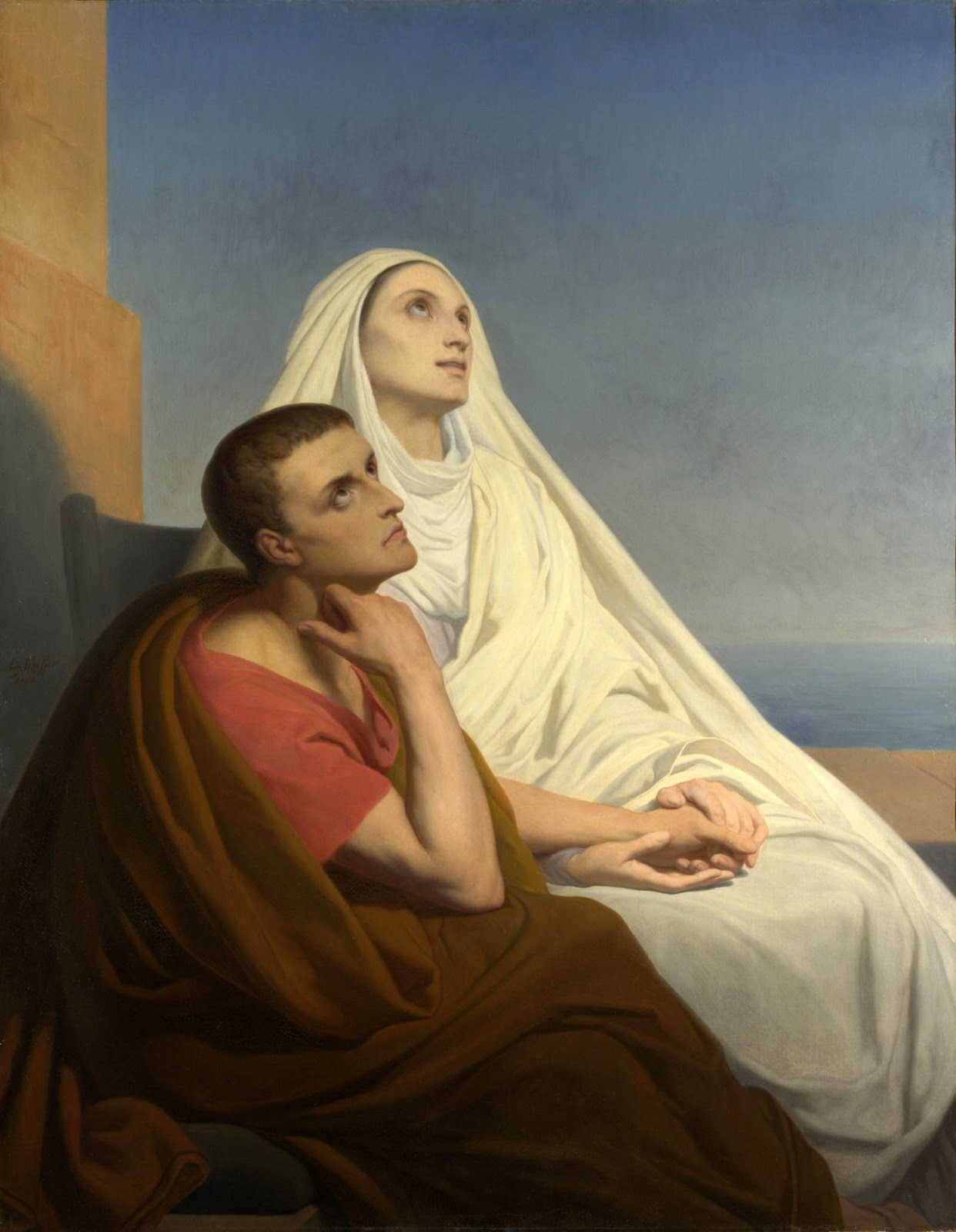
La santa amb Sant Agustí, per Ary Scheffer, 1846
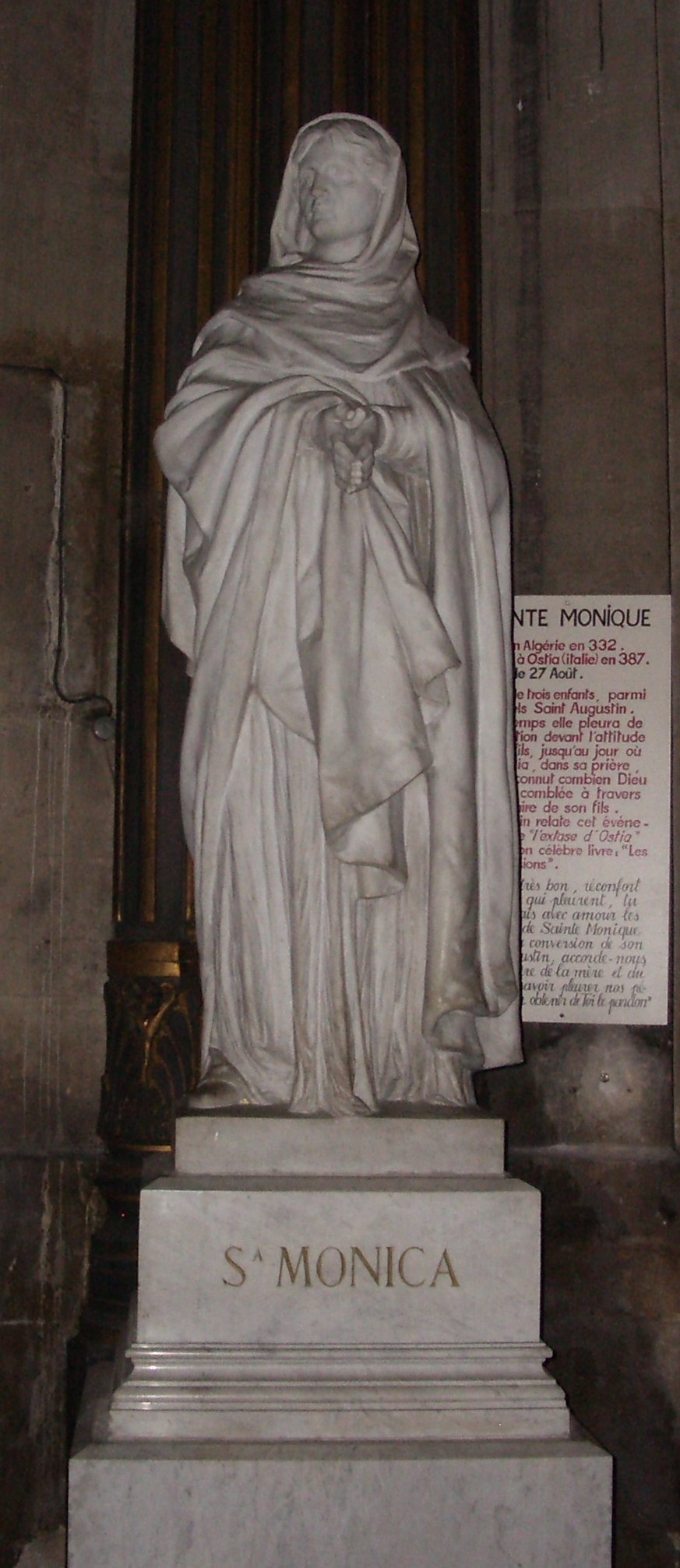
Estàtua a Saint-Augustin de París

## Veneració
El seu cos va ser sebollit a l'església de Sant'Aurea d'Òstia. El 9 d'abril de 1430 van traslladar-ne les relíquies a Roma a l'església de San Trifone, avui de Sant'Agostino in Campo Marzio, i col·locades en un sarcòfag d'Isaia da Pisa (s. XV). Posteriorment es posaren a una urna sota l'altar de la capella de la santa, a la mateixa església.
L'Església Catòlica en celebra la memòria el 27 d'agost, el dia previ a la festivitat de sant Agustí, que va morir justament un 28 d'agost.

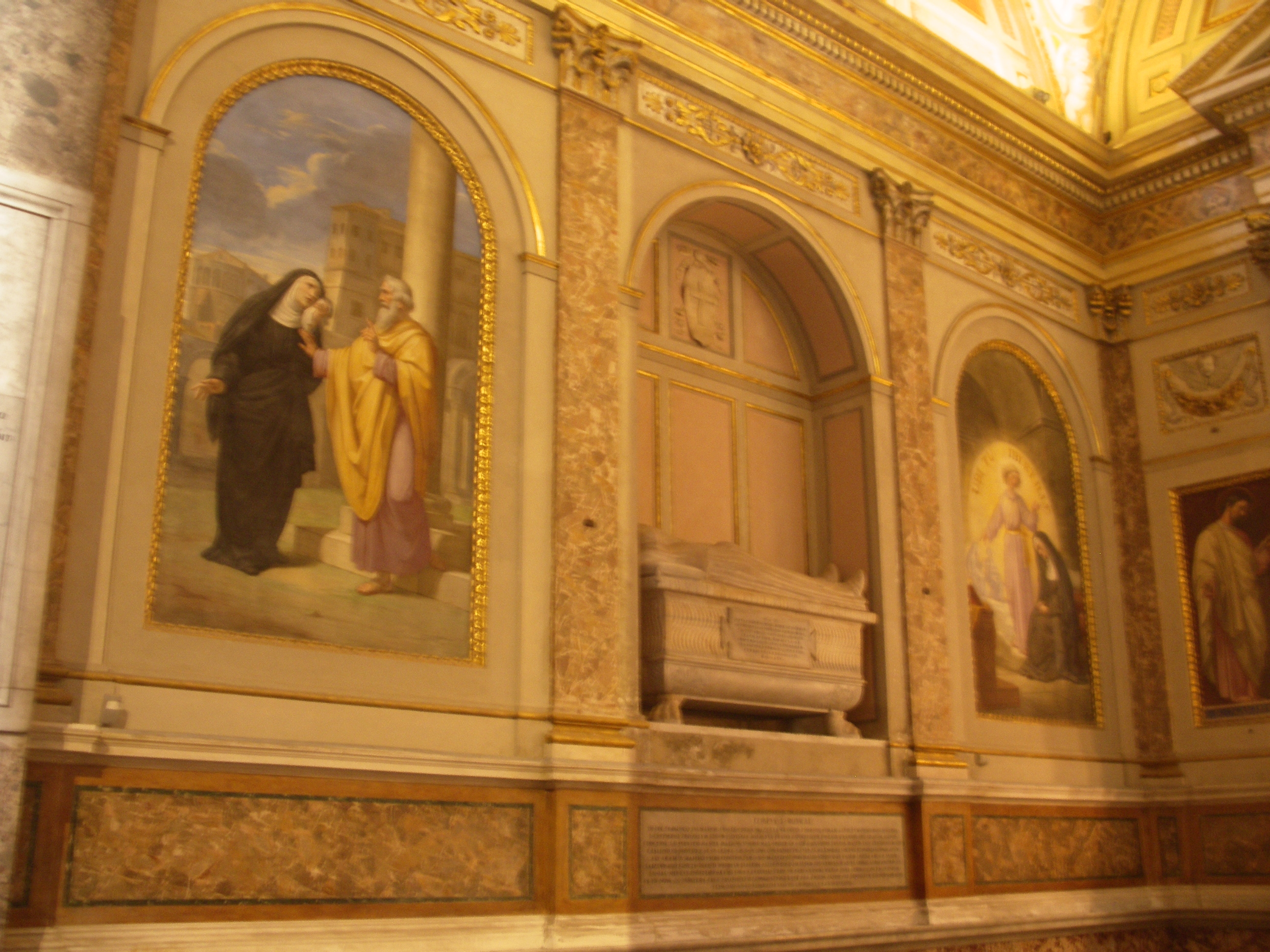
Capella de Santa Monica, a Sant'Agostino, amb l'antic sepulcre de la santa
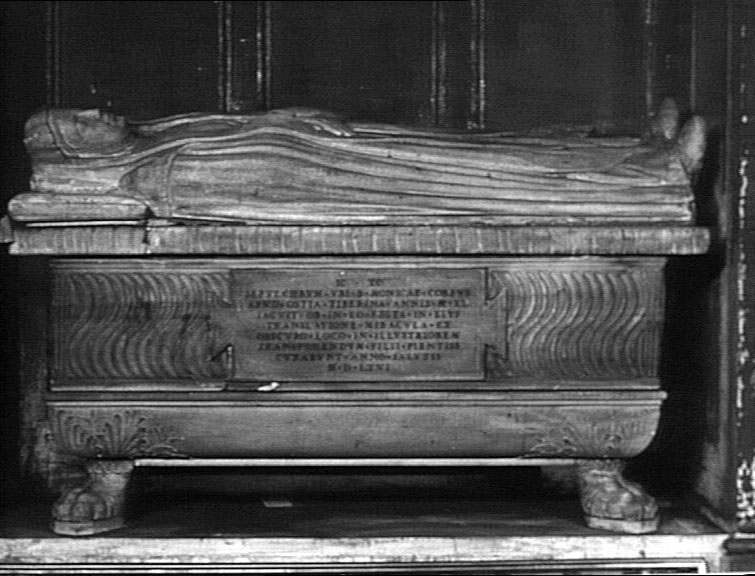
Sepulcre de la santa a Sant'Agostino in Campo Marzio, obra d'Isaia da Pisa
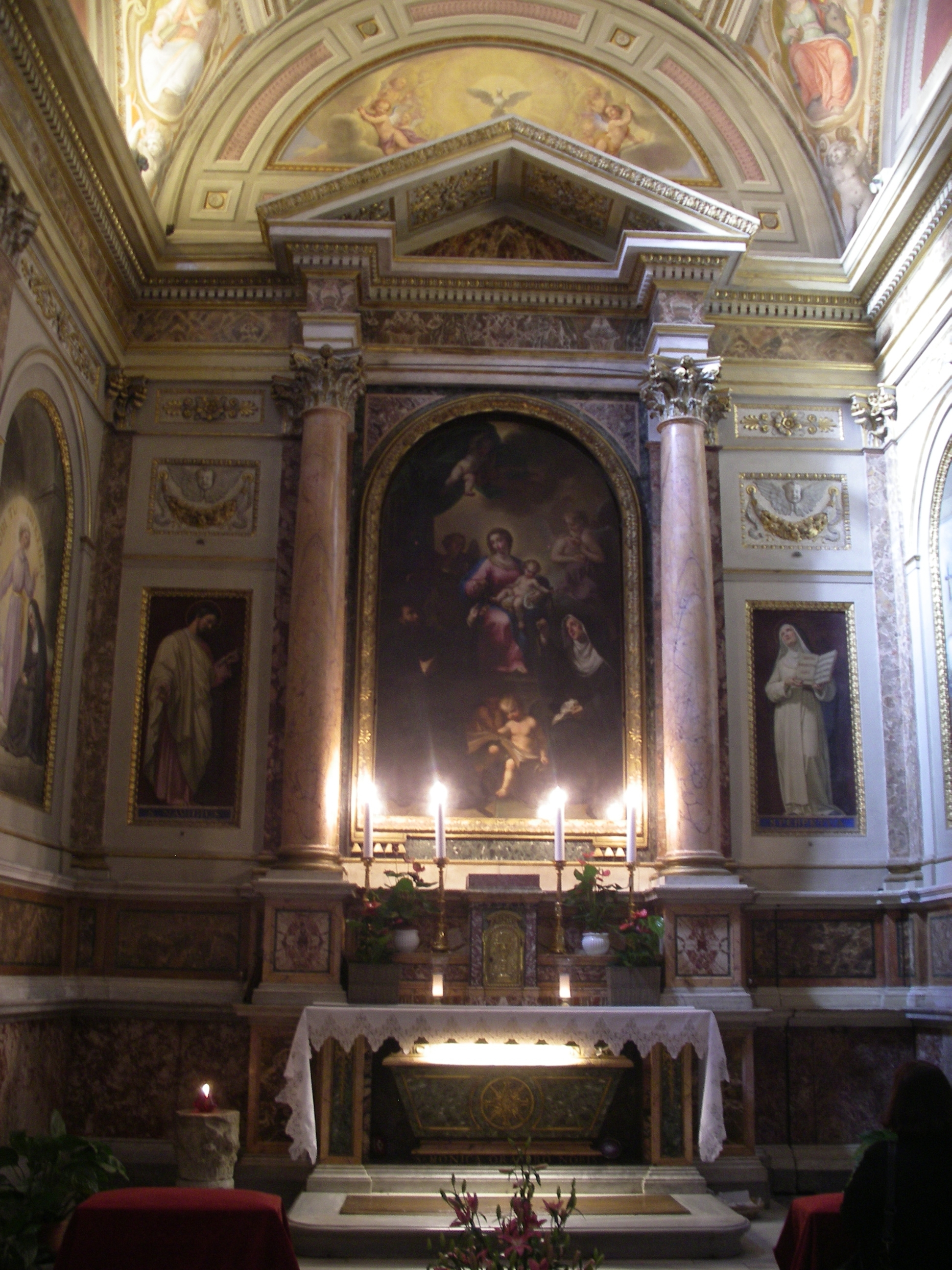
Altar i tomba de la santa a Sant'Agostino
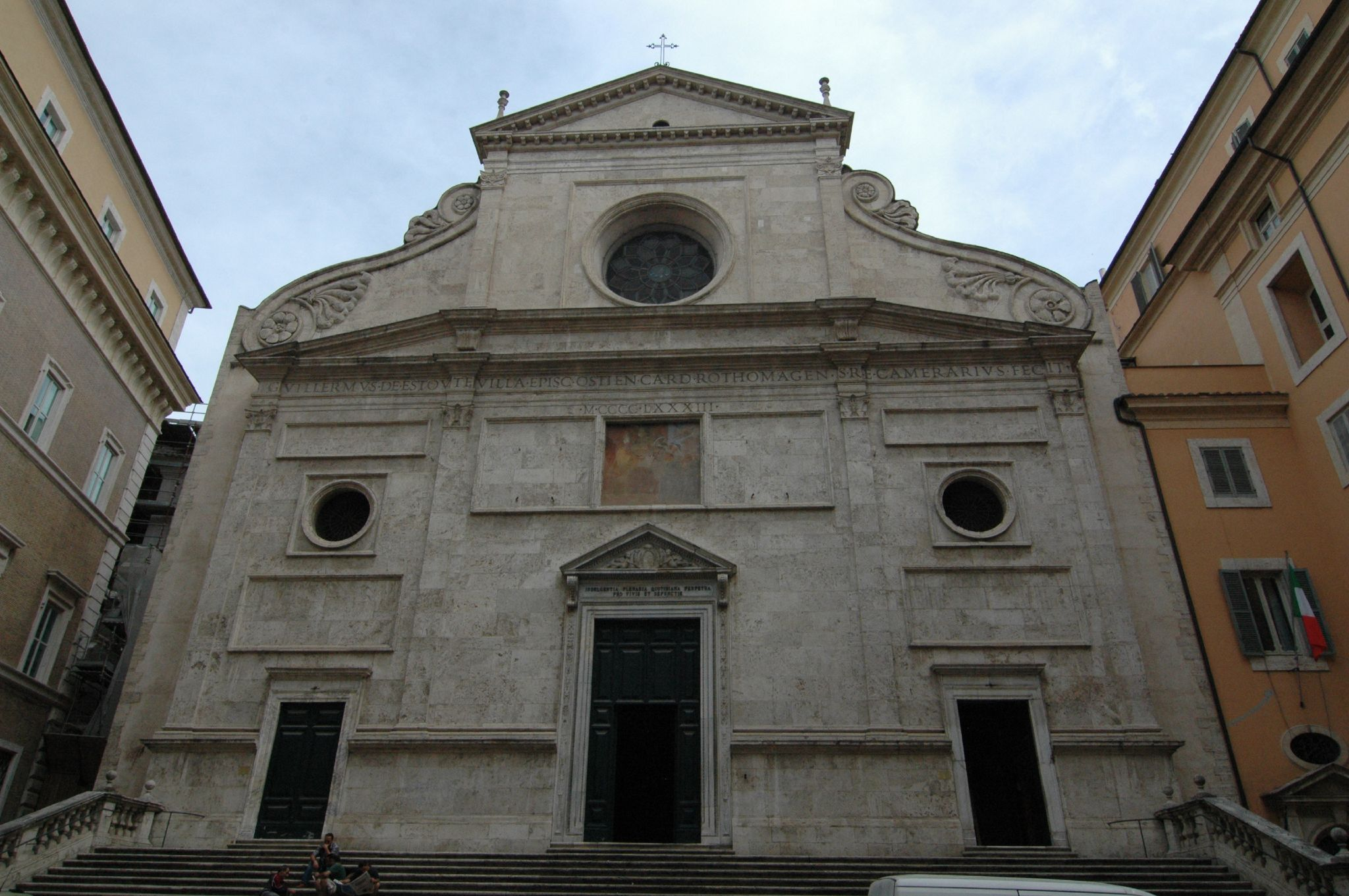
Basílica de Sant'Agostino de Roma